# Bana (Hongarije)
Bana is een plaats (község) en gemeente in het Hongaarse comitaat Komárom-Esztergom. Bana telt 1629 inwoners (2015).

## Afbeeldingen

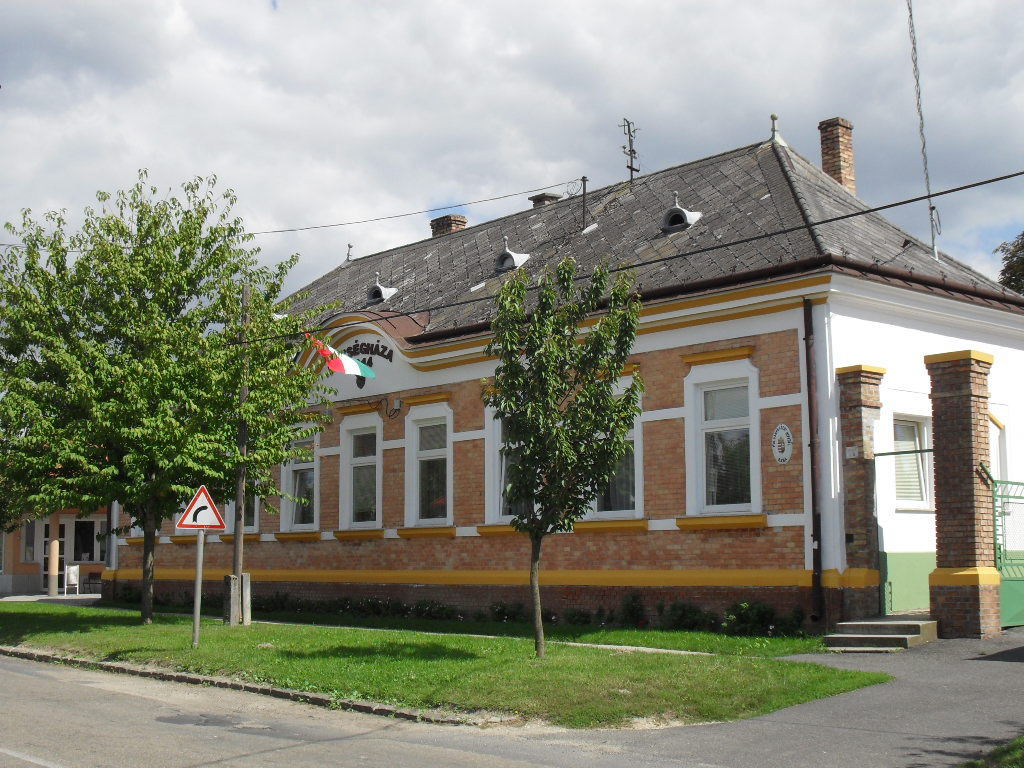
Het dorpshuis
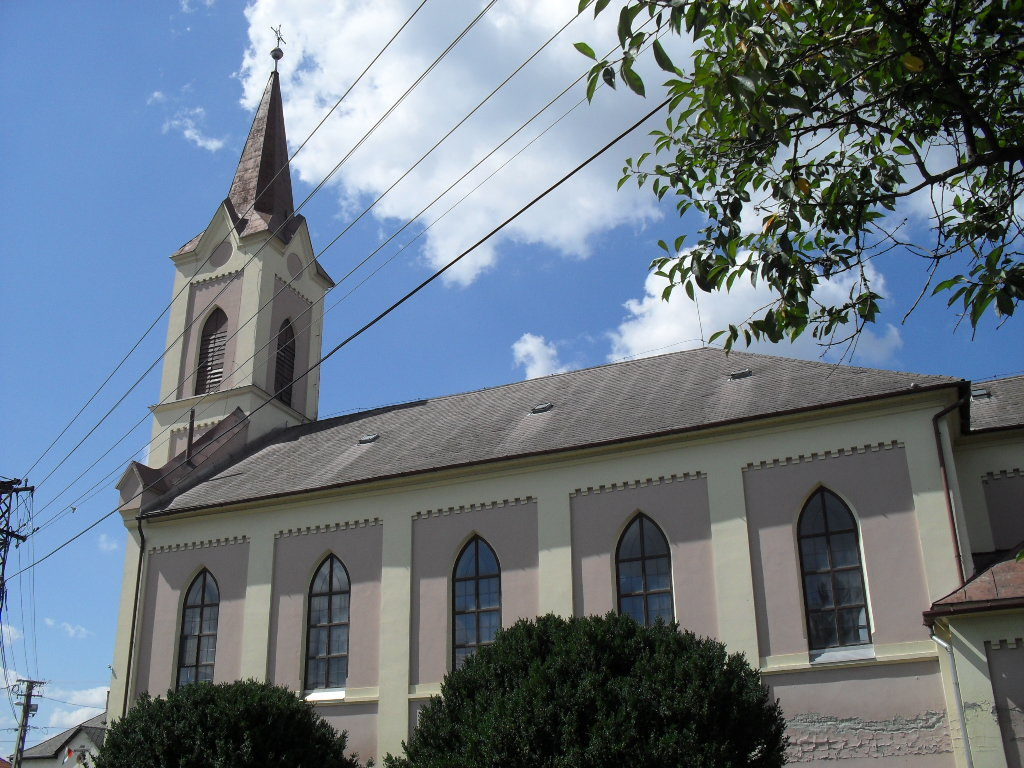
De katholieke kerk gewijd aan de Drie-eenheid
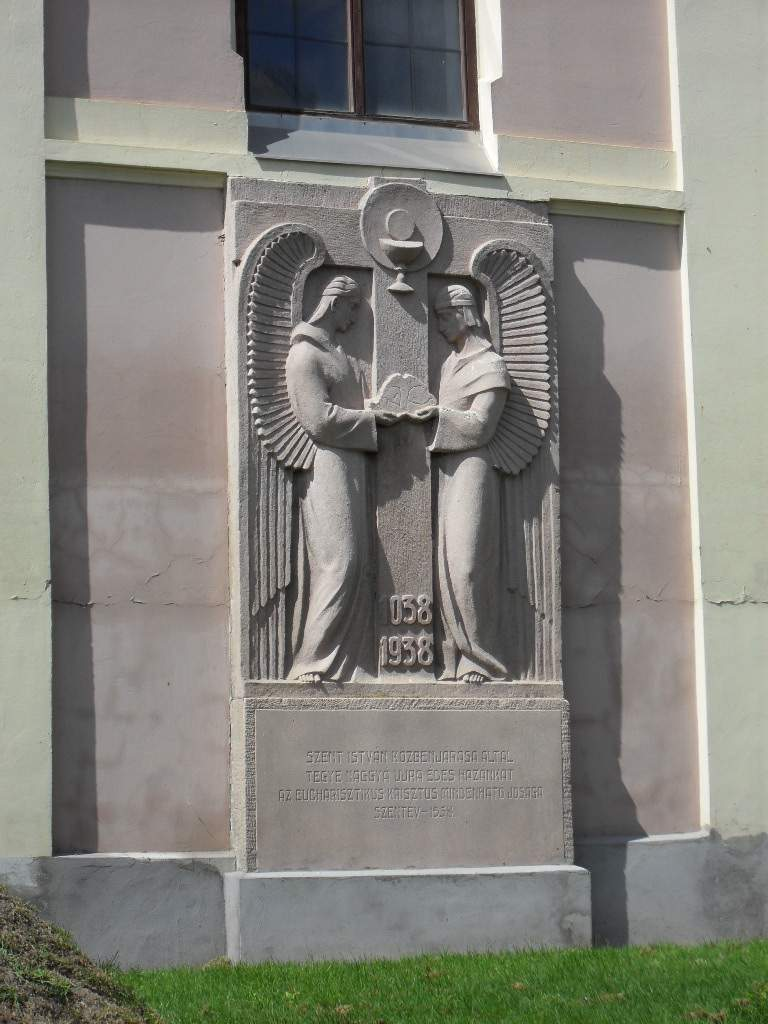
Sint-Stefansmonument naast de katholieke kerk
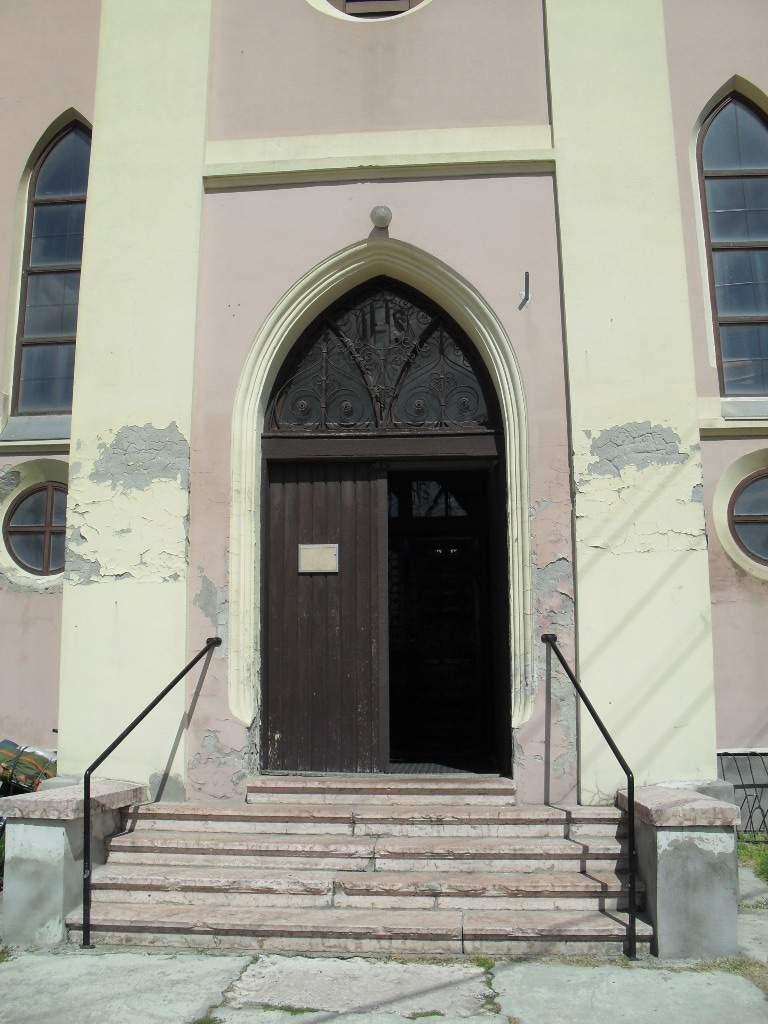
De ingang van de katholieke kerk
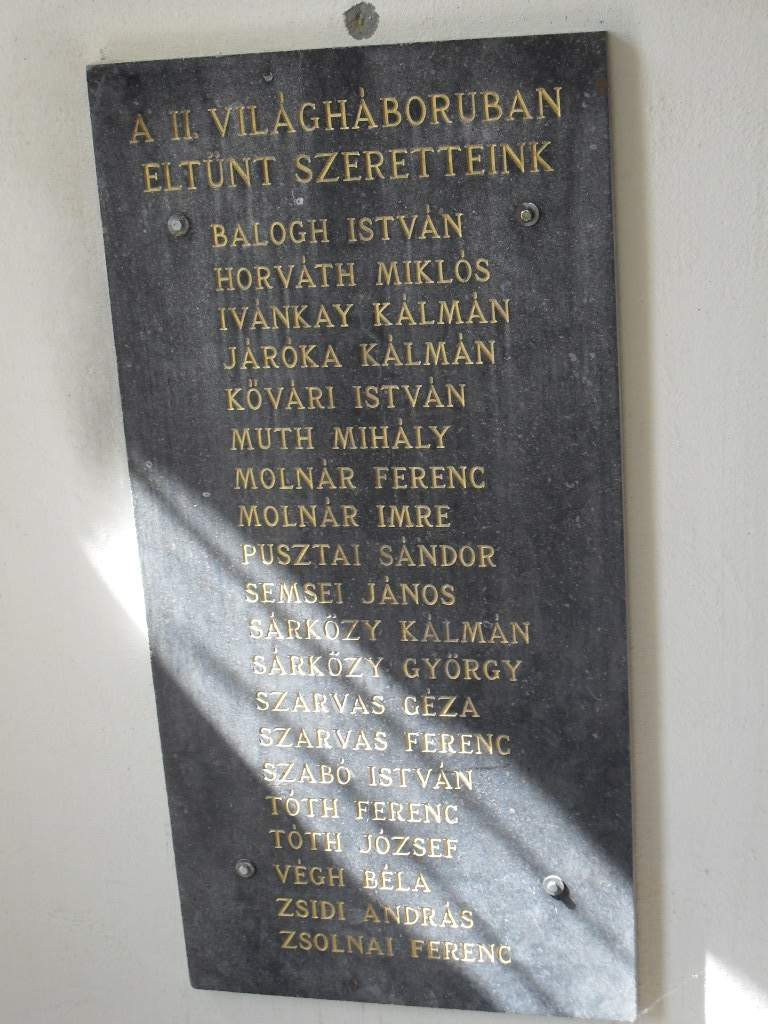
Gedenkplaat van de Banaeërs die stierven in de Tweede Wereldoorlog in de katholieke kerk
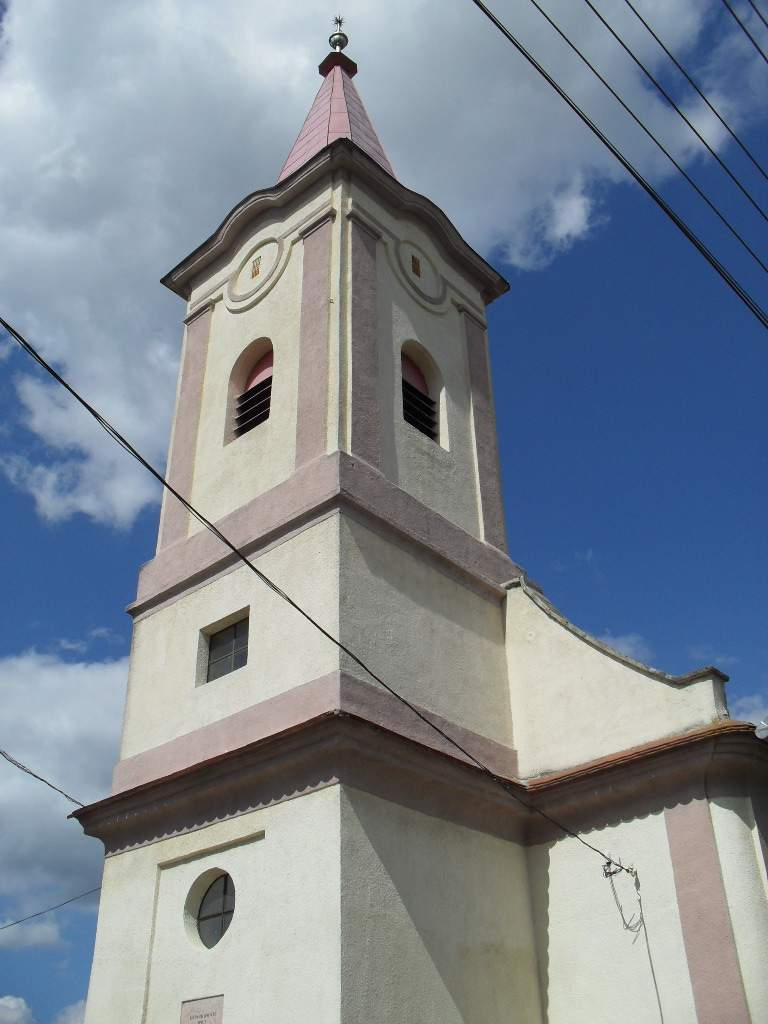
De gereformeerde kerk
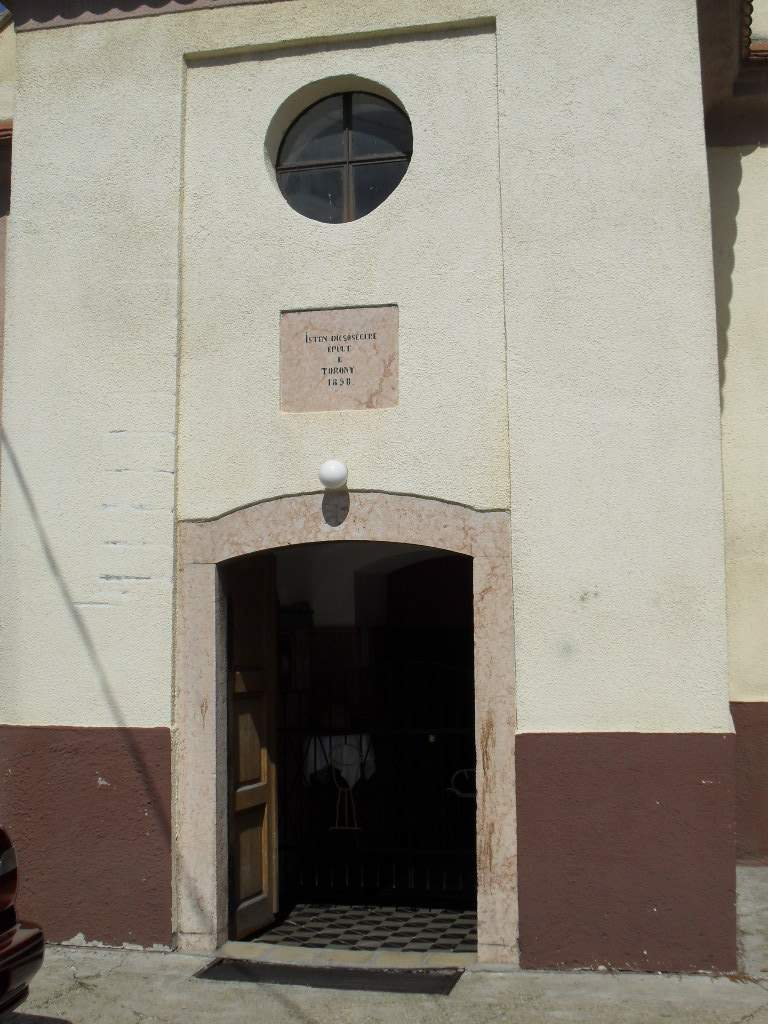
De ingang van de gereformeerde kerk
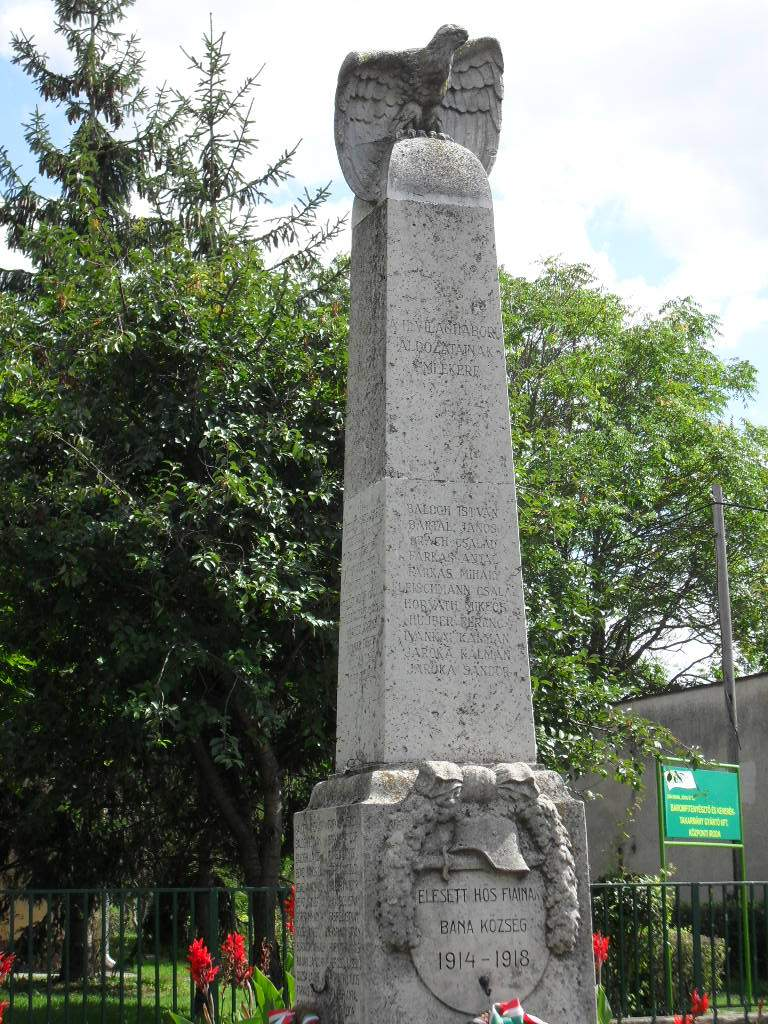
Monument voor de slachtoffers van de Eerste Wereldoorlog
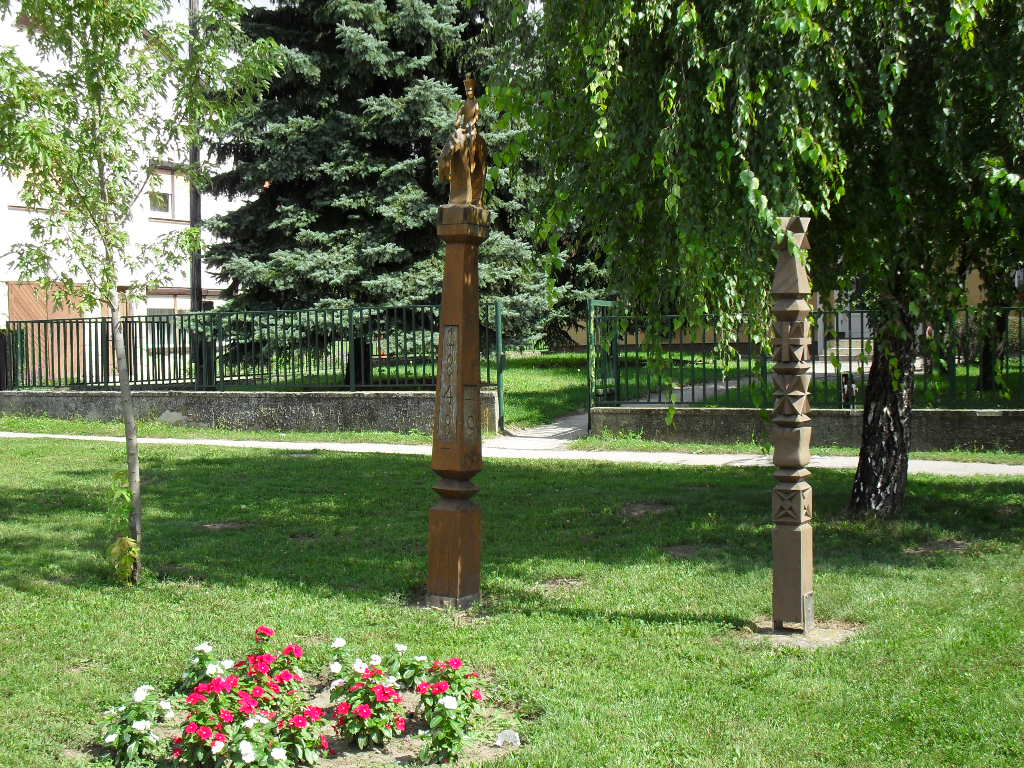
Monument voor de revolutie en de onafhankelijkheidsoorlog van 1848-49
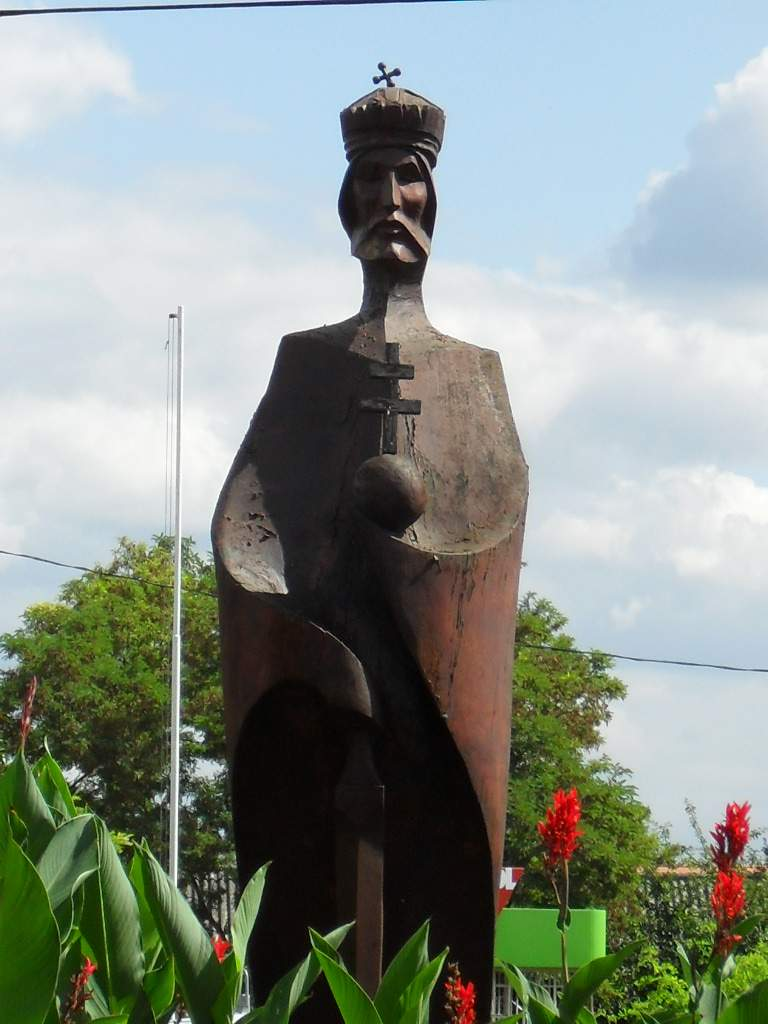
Houten standbeeld van Sint-Stefan
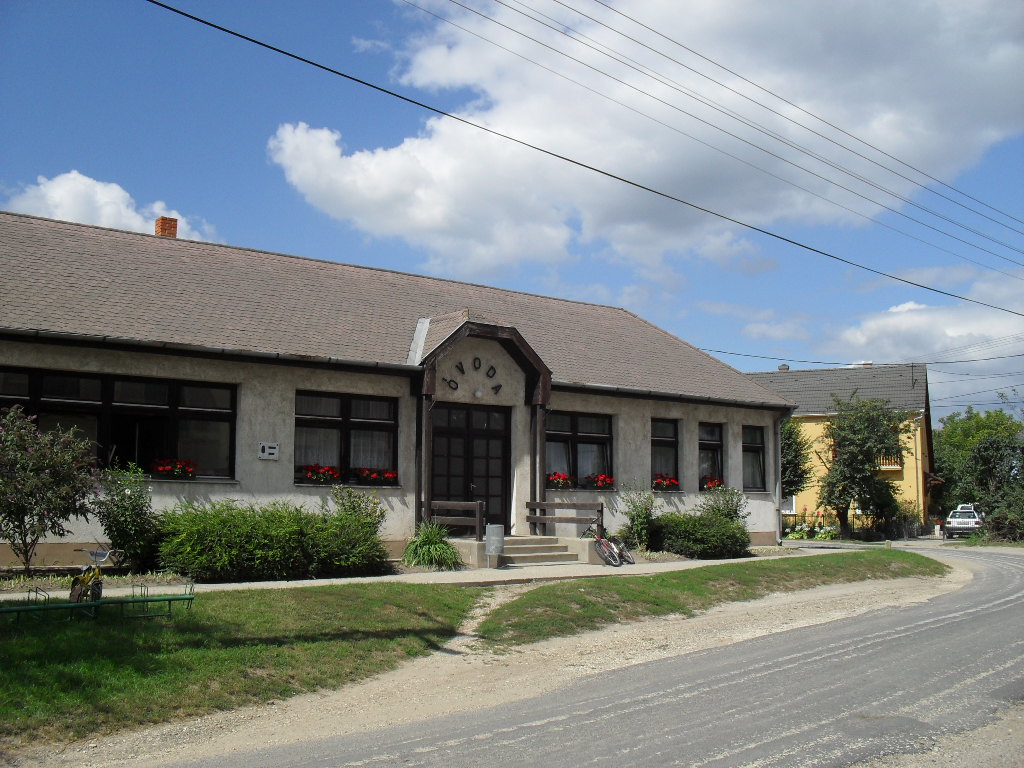
De kwekerij
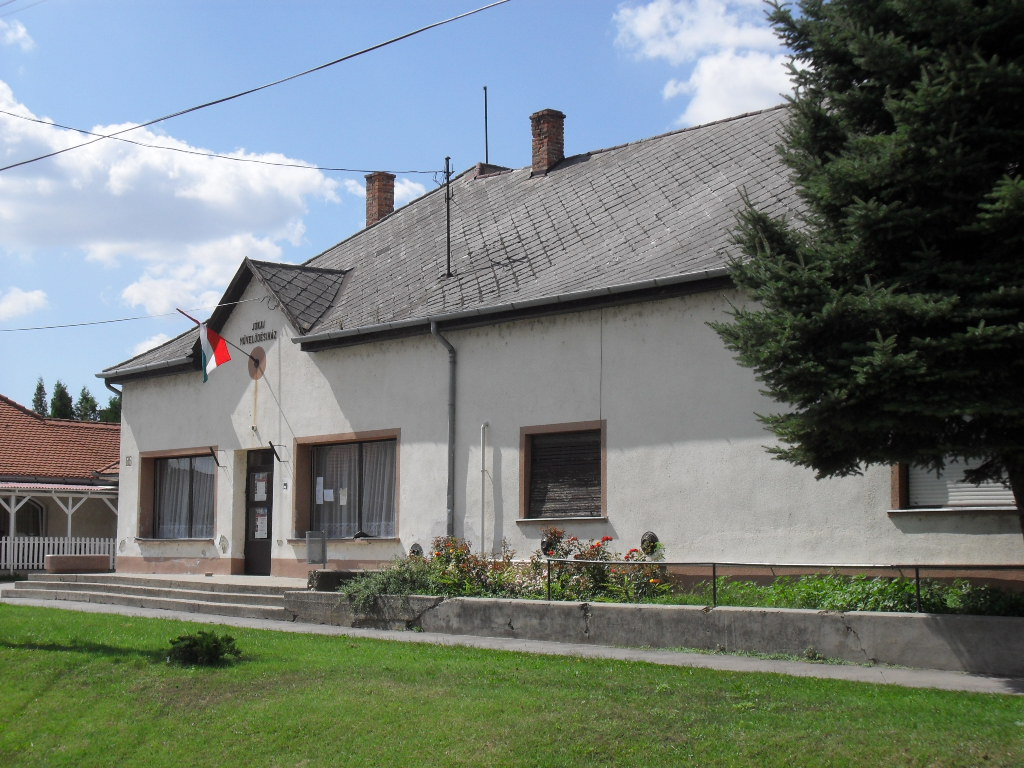
Gemeenschapscentrum
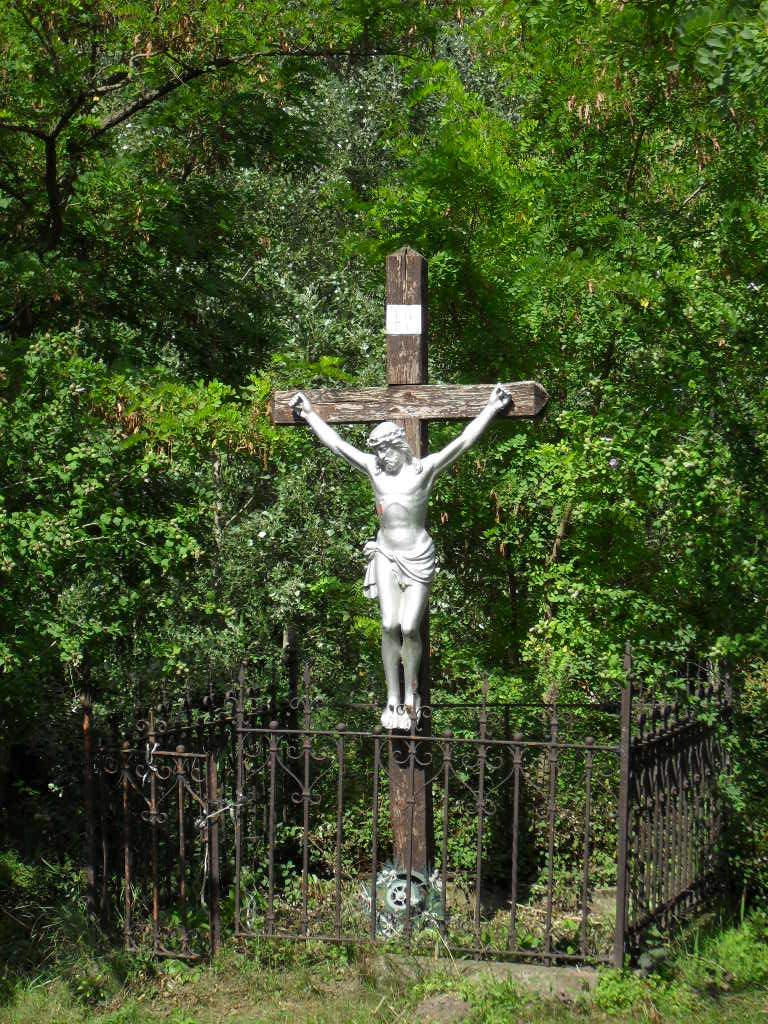
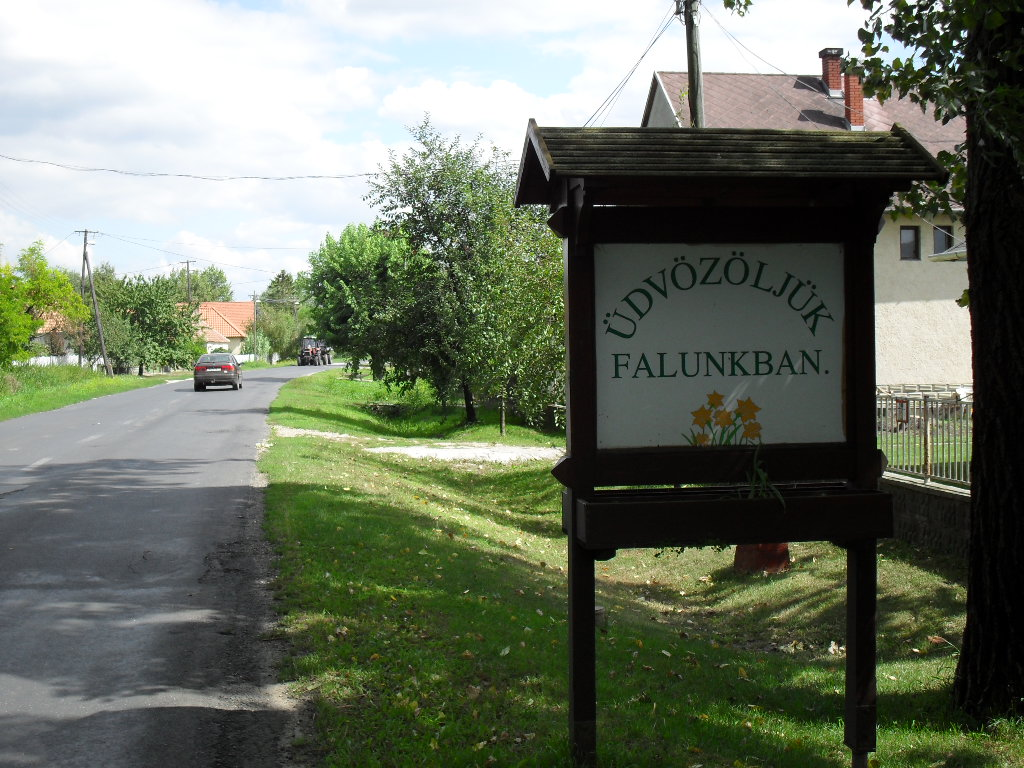
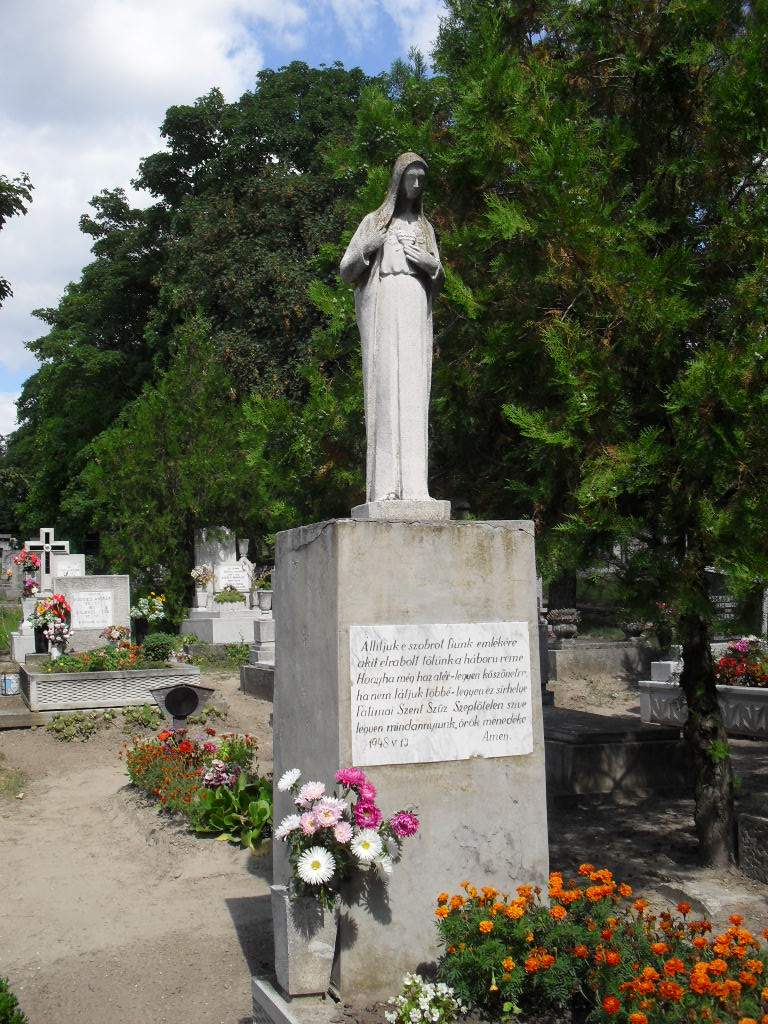
De begraafplaats
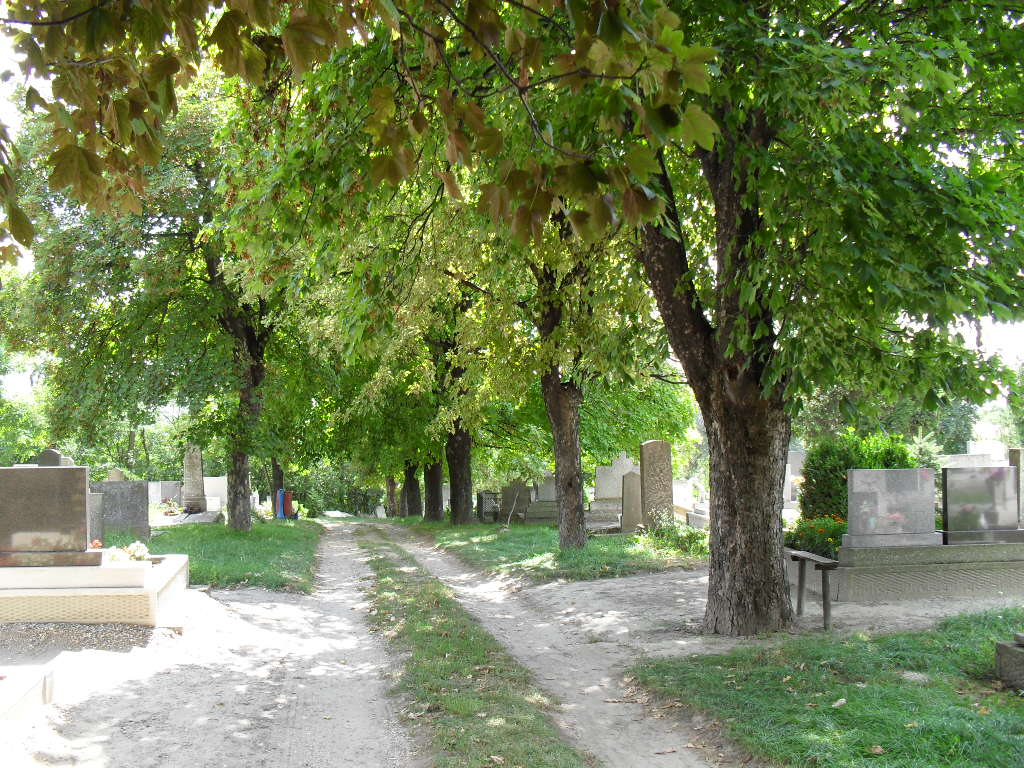
De begraafplaats